# Erekční kroužek

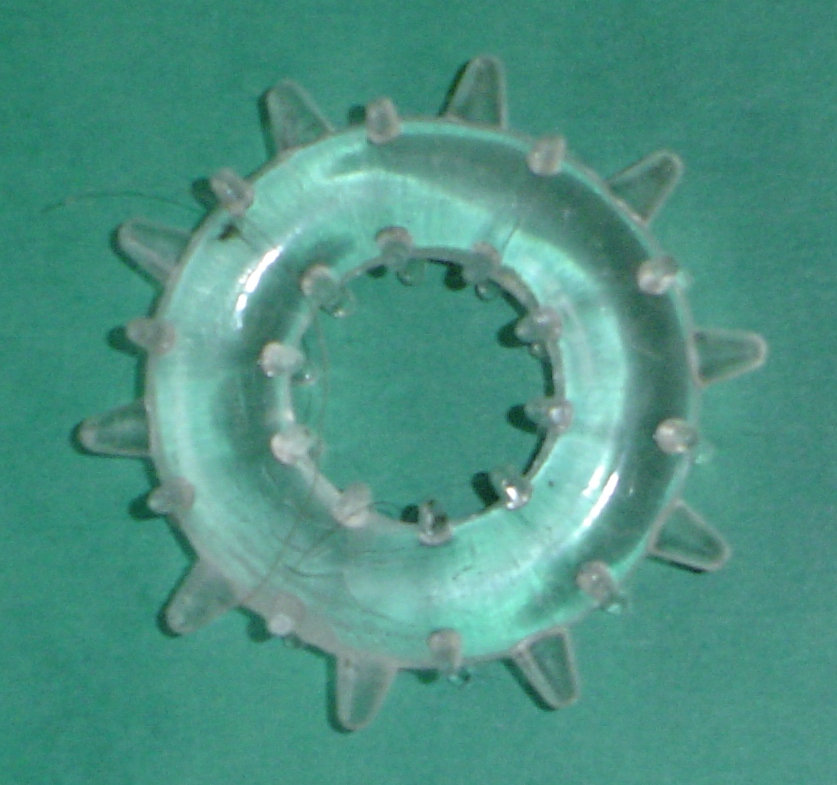
Erekční kroužek

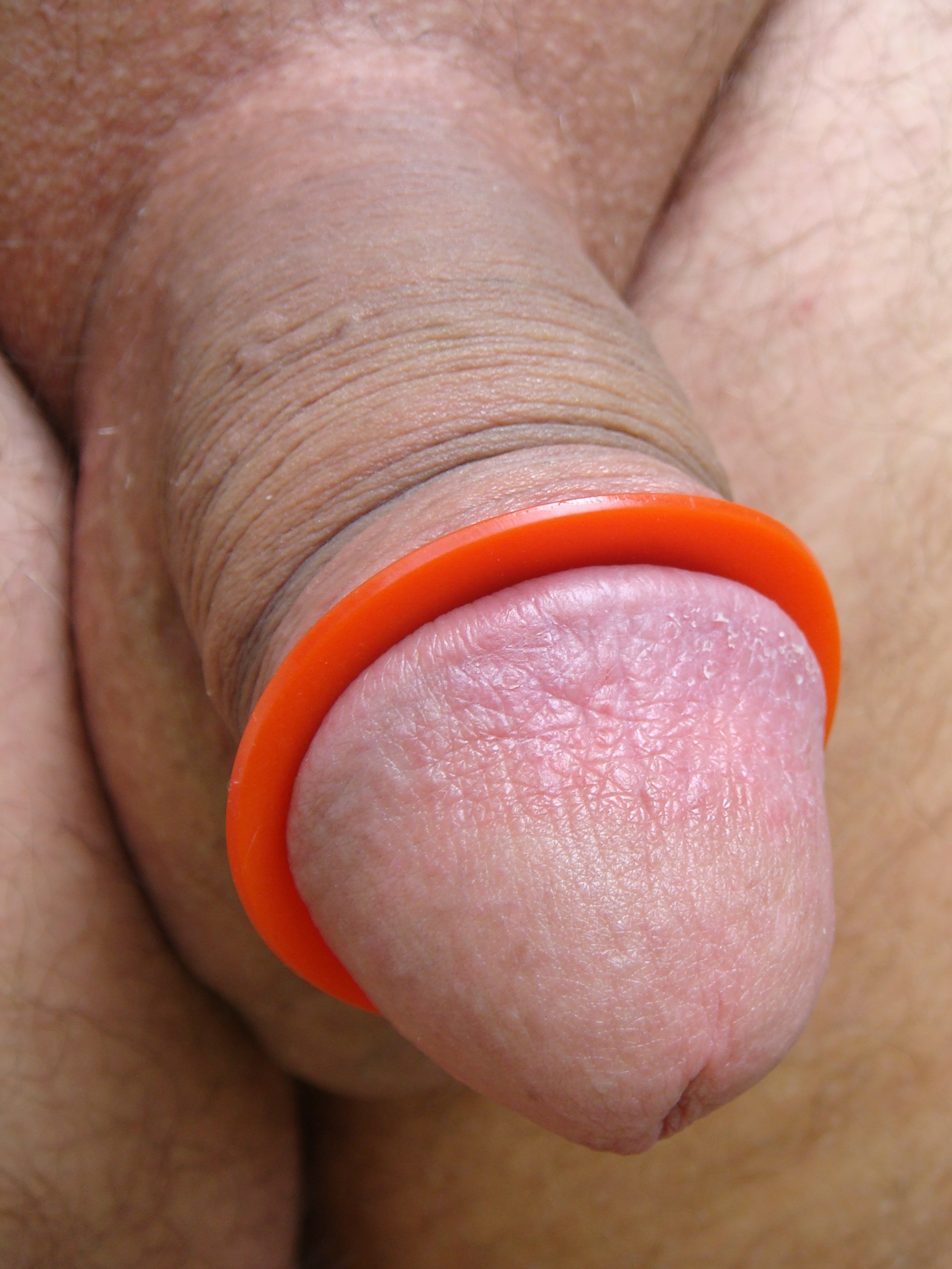
Silikonový kroužek na penis

Erekční kroužek je erotická pomůcka, která vytváří umělou zábranu odtoku žilní krve, čímž dochází ke zvýšenému plnění topořivých tělísek a ke zlepšení nebo zvýšení erekce.
Erekční kroužky mohou být pružné (silikon, gel) nebo utahovací (stahovací). Kroužek by měl vždy umožňovat určitý (snížený) průchod krve, aby nedošlo k jejímu úplnému zadržení a poškození tkání. Erekční kroužky mohou být vybaveny stimulačními výčnělky a výstupky, případně i minivibrátory.
Vzhledem k vlastnostem této pomůcky je často využívána u seniorů kolem pětašedesáti. Podobně je tomu i používání vakuové pumpy touto skupinou. 

## Bezpečnostní rizika
Kroužek může mít nositel na penisu maximálně 20 minut; při pocitu bolesti, nepříjemných pocitů či změny barvy penisu ihned kroužek sundat. Před použitím kroužku je lepší oholit okolí penisu.